# Langer Jammer (Minden)
Der Langer Jammer ist eine unter Denkmalschutz stehende Häuserzeile im Ortsteil Rechtes Weserufer in der ostwestfälischen Stadt Minden in Nordrhein-Westfalen.

## Geschichte
Die Häuserzeile aus 10 Häusern wurde in den Jahren 1897 bis 1899 von dem Bauunternehmer Friedrich Lax an der Friedrich-Wilhelm-Straße zwischen Bahn und Straße errichtet. Hier sollten vor allem Arbeiter vom sogenannten Kohlenufer untergebracht werden. Jedes der zweistöckigen Häuser hat zwei Wohnungen. Die obere Wohnung ist über eine steile Treppe zu erreichen und hat eine eigene Eingangstür. 1912 wurden die Häuser an die Kaufmannsfamilie Renke verkauft. Nach dem Zweiten Weltkrieg wurden Bäder nachgerüstet. Die Häuser wurden 1991 unter Denkmalschutz gestellt. Wie es zu dem im Volksmund gebildete Begriff „Langer Jammer“ kommt, ist nicht überliefert.